# 独孤卿云
独孤卿云，唐高宗时期将领，曾参与唐灭高句丽的战争。
独孤卿云祖父李屯，原为东魏高欢部下将领，在沙苑之战中被西魏柱国独孤信所擒，成为其属下，被赐姓为独孤氏，居于京兆。父独孤楷在隋朝官至开府仪同三司、骠骑大将军、并益原三州大总管、汝阳郡开国公。死后谥号为恭。独孤卿云的兄弟独孤凌云、独孤平云、独孤滕云、独孤彦云皆知名当世。
唐高宗显庆三年（658年），吐蕃大论禄东赞因吐谷浑内附唐朝，派兵攻打，在吐谷浑大臣素和贵的背叛和出卖下，吐谷浑国破，国王慕容诺曷钵与王后弘化公主逃奔到凉州，向唐朝求救。唐朝派凉州都督郑仁泰为青海道行军大总管，率将军独孤卿云等屯兵凉、鄯，左武候大将军苏定方为安集大使，帮助吐谷浑平乱。
独孤卿云在乾封元年（666年）任鸭渌道行军总管，与积利道行军总管郭待封，毕列道行军总管刘仁愿，海谷道行军总管金待问，同受辽东道行军大总管兼安抚大使李世勣指挥，次年正月，李世勣统领诸路大军会于新城，并占领作为基地，随后分派诸道总管出击高句丽各地。至乾封三年（668年）九月，高句丽诸城池皆为唐军攻陷，都城平壤被包围，宝藏王和莫离支渊男产投降，渊男建被俘虏，高句丽灭亡。
独孤卿云最后官至右威卫大将军、上柱国，汝阳郡开国公。死后追赠益州大都督。

## 子孙
- 子：独孤元节，怀州别驾，赠兵部尚书
  - 孙：独孤璩，河中府户曹参军
    - 曾孙：独孤季膺，润州司马，有子独孤敏[1]
- 女儿独孤氏嫁冠军大将军、行右卫将军、上柱国、河东郡开国公杨执一